# 中央アフリカ共和国の世界遺産
中央アフリカ共和国の世界遺産について扱う。中央アフリカ共和国の世界遺産条約締約は1980年12月22日のことであった。以下のデータは第38回世界遺産委員会（2014年）終了時点のものである。

## 文化遺産
なし

## 自然遺産
- マノヴォ＝グンダ・サン・フローリス国立公園 - 1988年
  - 1997年以降、危機にさらされている世界遺産（危機遺産）リストに加えられている。
- サンガ川流域の3か国保護地域 - 2012年
  - 中央アフリカ共和国は、そのうちザンガ＝ンドキ国立公園を保有している。

## 複合遺産
なし

## 暫定リスト
中央アフリカ共和国は世界遺産の暫定リストに9件を記載している（記載年はいずれも2006年）。